# Estação de bombeamento

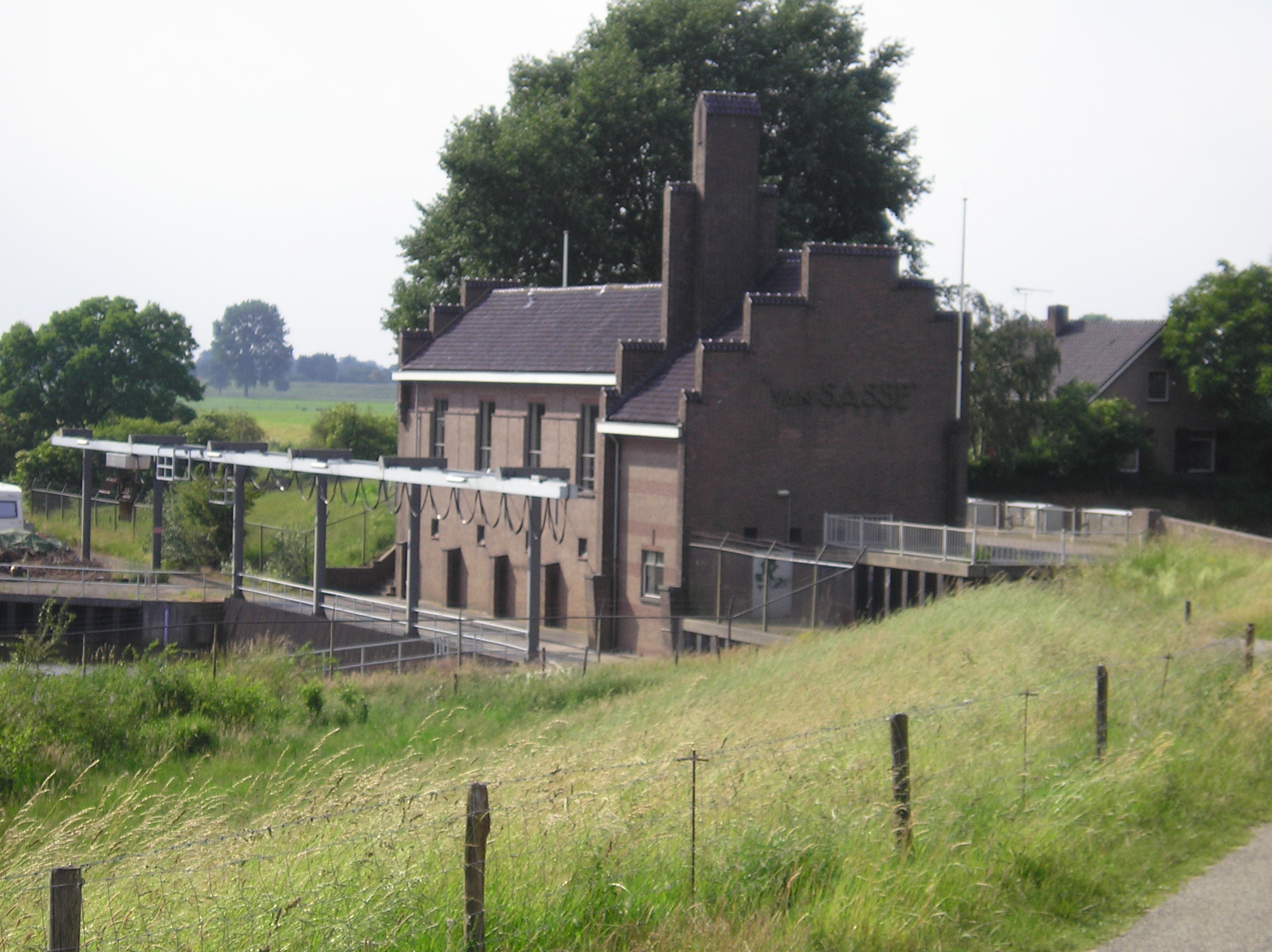
Estação de bombeamento Van Sasse em Grave, Países Baixos

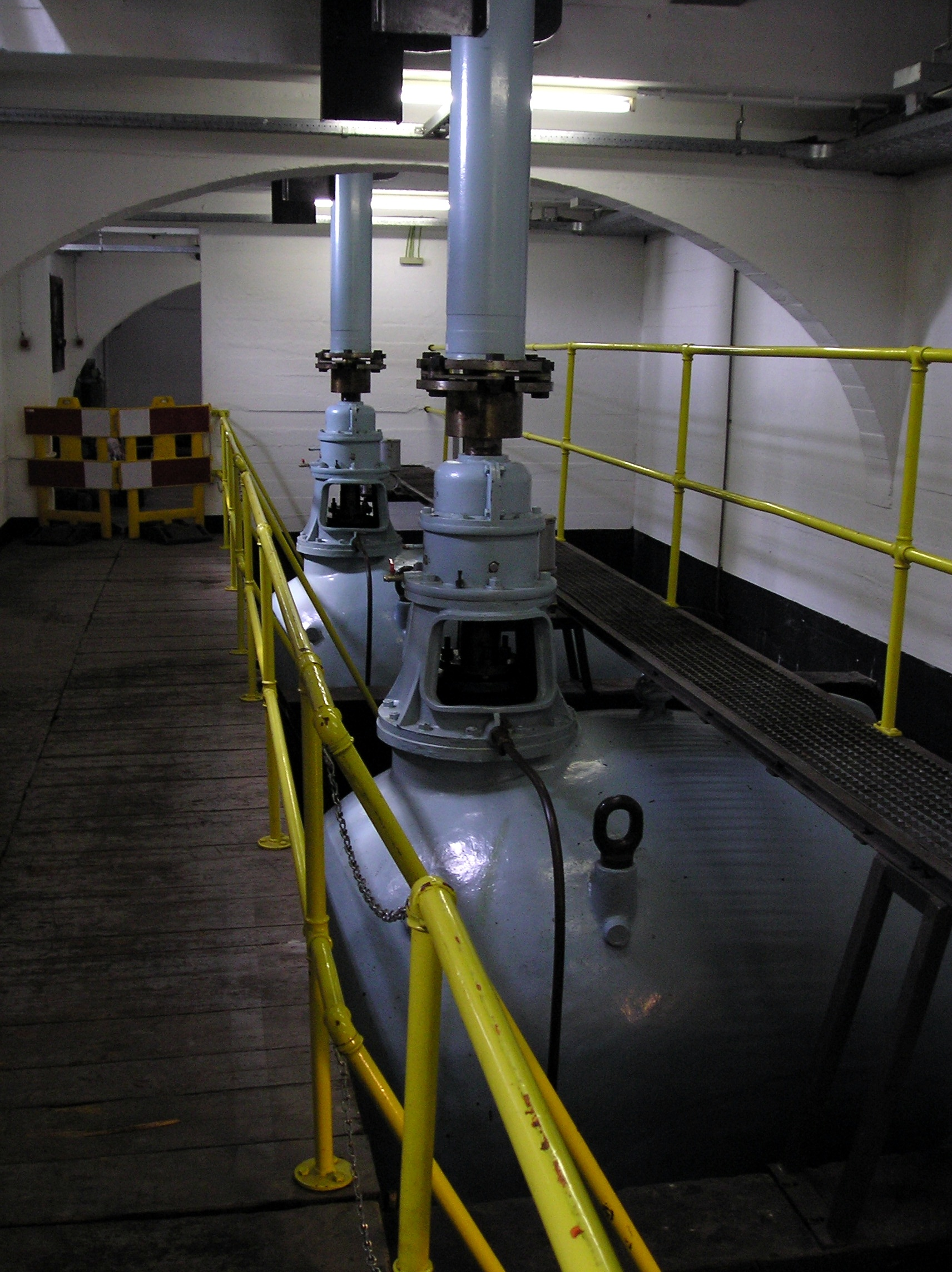
Estação de bombeamento Van Sasse em Grave, Países Baixos

Estações de bombeamento(pt-BR) ou estações de bombagem(pt-PT?) são instalações que contêm bombas e equipamentos para bombear fluidos de um lugar para outro. Elas são usadas para uma variedade de sistemas de infraestrutura, como fornecimento de água a canais e reservatórios, drenagem de terrenos de baixa altitude e remoção de esgoto para estações de tratamento. Uma estação de bombeamento é, por definição, parte integrante de uma usina hidrelétrica reversível.